# Dolci dopo il tiggì
Dolci dopo il tiggì è stato uno spin-off del programma televisivo italiano La prova del cuoco in onda su Rai 1 dall'8 settembre 2014 al 20 marzo 2015 nella fascia post-prandiale per 35 minuti, dalle 14.05 alle 14.40, con la conduzione di Antonella Clerici. Il programma è stato interrotto nel corso della stagione per permettere alla conduttrice di dedicarsi ad altri progetti lavorativi. 

## Il programma
La trasmissione, in onda in diretta dallo studio 1 degli Studi DEAR, prevedeva una serie di gare tra aspiranti pasticcieri selezionati in tutta Italia. I concorrenti dovevano realizzare ogni giorno un dolce diverso in un tempo prestabilito di 20 minuti circa. Il compito di giudicare le prove spettava a grandi maestri dell'alta pasticceria italiana come Salvatore De Riso, Luca Montersino, Guido Castagna, e Ambra Romani. I criteri di valutazione a cui i giovani aspiranti pasticcieri venivano sottoposti, tenevano in considerazione tecnica di preparazione, gradevolezza, decorazione e presentazione del dolce. All'inizio di ogni puntata i concorrenti potevano guadagnare, nel corso di un breve gioco preliminare, un bonus (suggerimento, extra-time, ingrediente aggiunto, ecc.), da utilizzare nel corso della sfida vera e propria.
Dal lunedì al giovedì il concorrente che vinceva la sfida guadagnava un punto. Al venerdì, invece, i punti in palio erano ben 5, in maniera tale da dare al concorrente in svantaggio la possibilità, laddove fosse meritevole, di capovolgere l'esito della gara. L'aspirante pasticciere che vinceva la gara settimanale affrontava un nuovo sfidante la settimana successiva e così via fino a quando non vi era un nuovo vincitore. Chi si aggiudicava la vincita di campione della settimana più volte al mese, accedeva alla fase conclusiva del torneo.

## Il vincitore
A vincere il programma ed aggiudicarsi il montepremi di 100.000 € in gettoni d'oro è stato il siracusano Vincenzo Monaco. A classificarsi al secondo posto il pesarese Palazzi Augusto.
Schedule settimanale
Le 5 sfide della settimana si svolgeranno secondo il seguente meccanismo:
- Lunedì – Tema della sfida: Il dolce che so fare

I due concorrenti gareggiavano realizzando e presentando in un tempo prefissato un prodotto di pasticceria da loro stessi proposto.
Il giudice di gara, fisso ogni lunedì, assegna 1 punto al miglior concorrente.
- Martedì – Tema della sfida:

I due concorrenti gareggiavano realizzando e presentando in un tempo prefissato un prodotto di pasticceria assegnato loro dall'arbitro di giornata.
Il giudice di gara, fisso ogni martedì, assegna 1 punto al miglior concorrente.
- Mercoledì – Tema della sfida: Il mio dolce preferito

I due concorrenti gareggiavano realizzando e presentando in un tempo prefissato un prodotto di pasticceria proposto da un personaggio del mondo dello spettacolo intervenuto in studio. 
Il giudice di gara, un rappresentante della Federazione Italiana Pasticceria Gelateria e Cioccolateria, assegna 1 punto al miglior concorrente.
- Giovedì – Tema della sfida: I dolci della nostra tradizione

I due concorrenti gareggiavano realizzando e presentando in un tempo prefissato un prodotto di pasticceria da loro proposto e preparato con l'aiuto di un parente o amico.
Il giudice di gara assegna 1 punto al miglior concorrente.
- Venerdì – Tema della sfida:  Alta pasticceria

I due concorrenti gareggiavano realizzando e presentando in un tempo prefissato un prodotto di pasticceria seguendo le indicazioni dell'arbitro del giorno, anche lui impegnato a preparare il dolce, in una sorta di "prova a specchio".
Il giudice di gara Luca Montersino, fisso ogni venerdì, aveva 5 punti da distribuire come meglio credeva ai 2 concorrenti.

## Giudici
- Salvatore de Riso
- Guido Castagna
- Ambra Romani
- Luca Montersino
- Mario Ragona
- Roberto Lestani
- Gennaro Volpe
- Anna Moroni